# Bülent Ulusoy
Bülent Ulusoy (ur. 7 stycznia 1978 w Akçaabacie) – turecki bokser, brązowy medalista Mistrzostw Świata 2001 w Belfaście, złoty medalista Mistrzostw Europy 2000 w Tampere, trzykrotny medalista igrzysk śródziemnomorskich w roku 1997, 2001 i 2005, trzykrotny medalista mistrzostw Unii Europejskiej w roku 2003, 2004 i 2006, reprezentant Turcji na Letnich Igrzyskach Olimpijskich 2000 w Sydney oraz na Letnich Igrzyskach Olimpijskich 2004 w Atenach.

## Kariera amatorska
W czerwcu 1995 rywalizował na Mistrzostwach Europy Juniorów 1995 w Siófok. W 1/8 finału pokonał na punkty (7:3) Chorwata Zdravko Žugelja, awansując do ćwierćfinału. W ćwierćfinale pokonał na punkty (3:2) Fina Mikę Saartile, zapewniając sobie miejsce na podium w kategorii lekkopółśredniej. W półfinale wyeliminował Włocha Pasquale’a Abisa, wygrywając z nim na punkty (7:3). W finale zmierzył się ze Szkotem Gerardem Murphym, pokonując go na punkty (6:2). W listopadzie 1996 rywalizował na mistrzostwach świata juniorów w Hawanie. Ulusoy odpadł już w 1/16 finału, przegrywając z Rosjaninem Timurem Nergadze.
W maju 1997 doszedł do finału turnieju Golden Belt w kategorii półśredniej, który gwarantował zwycięzcom udział na Mistrzostwach Europy 1998 w Mińsku. W 1/8 finału pokonał na punkty (10:8) Niemca Olivera Jentscha, w ćwierćfinale pokonał na punkty (8:4) Hiszpana Laureano Leyvę, w półfinale wyeliminował na punkty (6:4) Ormianina Siergieja Hakobjana, a w finale przegrał wysoko na punkty (1:11) z Rumunem Marianem Simionem. W czerwcu 1997 zdobył brązowy medal na Igrzyskach Śródziemnomorskich 1997 w Bari. W półfinale kategorii półśredniej przegrał z Hiszpanem Laureano Leyvą. W październiku 1997 rywalizował na Mistrzostwach Świata 1997 w Budapeszcie. Odpadł w 1/16 finału, przegrywając na punkty (1:5) z Kolumbijczykiem Francisco Calderónem.
W lutym 1998 rywalizował na turnieju im. Ahmeta Cömerta w Stambule. Ulusoy odpadł w półfinale, przegrywając z dwukrotnym złotym medalistą olimpijskim, Héctorem Vinentem. W marcu 1998 doszedł do ćwierćfinału turnieju Trofeo Italia w Mestre. W ćwierćfinale kategorii półśredniej przegrał z reprezentantem Francji Husseinem Bayramem. W kwietniu 1998 zwyciężył w turnieju Golden Belt w wadze półśredniej. W półfinale turnieju pokonał na punkty (4:2) Mołdawianina Vitaliego Grușaca, a w finale Rumuna Petrisora Ciobanu, pokonując go na punkty (5:3).
W maju 2000 zdobył złoty medal na Mistrzostwach Europy 2000 w Tampere. Rywalizację w kategorii półśredniej rozpoczął od pokonania na punkty (5:0) Niemca Stevena Kuechlera. W ćwierćfinale mistrzostw pokonał na punkty (5:4) Fina Rikharda Lumberga, zapewniając sobie miejsce na podium. W półfinale Ulusoy pokonał na punkty (6:1) Litwina Dariusa Jasevičiusa, awansując do finału wraz z Ukraińcem Walerijem Brasznikiem. Turek zwyciężył w finale na punkty, pokonując rywala po dogrywce.
Złoty medal na mistrzostwach Europy dał reprezentantowi Turcji prawo udziału na Letnich Igrzyskach Olimpijskich 2000 w Sydney. Ulusoy rywalizację w kategorii półśredniej rozpoczął od zwycięstwa na punkty (8:6) w 1/16 finału nad Koreańczykiem Seokiem jin-bae. W 1/8 finału pokonał na punkty (9:4) Amerykanina Dante Craiga, a w ćwierćfinale przegrał na punkty (10:19) ze swoim dawnym rywalem Vitalie Grușacem. W klasyfikacji generalnej kategorii półśredniej zajął 8. miejsce.
W kwietniu 2001 doszedł do półfinału turnieju im. Ahmeta Cömerta. W półfinale przegrał z mistrzem świata juniorów, rodakiem Serdarem Üstünelem. W czerwcu 2001 zdobył brązowy medal na Mistrzostwach Świata 2001 w Belfaście. Rywalizację w kategorii lekkośredniej rozpoczął od punktowego zwycięstwa w 1/16 finału nad Chińczykiem Qi Jingiem. W 1/8 finału wyeliminował reprezentanta RPA Khotso Motau, a w ćwierćfinale Kanadyjczyka pochodzenia haitańskiego Jeana Pascala. W półfinale Ulusoy przegrał z Rumunem Marianem Simionem, z którym przegrał minimalną przewagą punktową (19:20). We wrześniu 2001 zdobył złoty medal na Igrzyskach Śródziemnomorskich 2001 w Tunisie. W finale kategorii lekkośredniej pokonał na punkty Algierczyka Benamara Meskine. W czerwcu 2002 był w kadrze Turcji na pucharze świata w Astanie. W eliminacjach drużyna Turcji pokonała Australię (8:4), a Ulusoy zapewnił punkty swojej drużynie, wygrywając z Jamie Pittmanem. W drugiej walce eliminacyjnej drużyna Turcji zmierzyła się z reprezentacją Kuby. Ekipa Turcji przegrała wszystkie pojedynki, ulegając Kubańczykom 12:0. Rywalem Turka był Damián Austin, który zwyciężył walkowerem. W lipcu 2002 rywalizował na Mistrzostwach Europy 2002 w Permie. Odpadł w ćwierćfinale, przegrywając na punkty (19:28) z Rosjaninem Andriejem Miszynem.
W czerwcu 2003 zdobył złoty medal na 1. Mistrzostwach Unii Europejskiej w Strasburgu. W ćwierćfinale rywalizacji pokonał na punkty (23:7) Anglika Darrena Barkera, w półfinale na punkty (19:11) Litwina Donatasa Bondorovasa, a w finale Francuza Xaviera Noëla, pokonując go 25:10. W lipcu 2003 rywalizował na Mistrzostwach Świata 2003 w Bangkoku, odpadając w 1/16 finału po punktowej porażce (17:18) z Kubańczykiem Lorenzo Aragónem. W lutym 2004 rywalizował na Mistrzostwach Europy 2004 w Puli, kończąc rywalizację na 1/8 finału. W czerwcu 2004 zdobył złoty medal na Mistrzostwach Unii Europejskiej 2004 w Madrycie. W ćwierćfinale mistrzostw pokonał na punkty (25:17) Xaviera Noëla, w półfinale na punkty (35:27) Ștefana Dragomira, a w finale Węgra Vilmosa Balogha. W sierpniu 2004 rywalizował na Letnich Igrzyskach Olimpijskich 2004 w Atenach. Rywalizację rozpoczął od pokonania w 1/16 finału Zambijczyka Ellisa Chibuye. Odpadł w następnym pojedynku, przegrywając na punkty z Uzbekiem Sherzodem Husanovem. W klasyfikacji końcowej kategorii półśredniej zajął 9. pozycję.
W lipcu 2005 ponownie zdobył złoty medal na igrzyskach śródziemnomorskich. W finale pokonał walkowerem Francuza Xaviera Noëla. Na Mistrzostwach Świata 2005 w Mianyang doszedł do 1/16 finału, pokonując w poprzedniej walce Azera Ruslana Xeyirova. W 2008 walczył o kwalifikacje olimpijskie w Pescarze, jednak odpadł w początkowej fazie turnieju.